# Адам Глоушек
Адам Глоушек (чеськ. Adam Hloušek, нар. 20 грудня 1988, Турнов) — чеський футболіст, фланговий півзахисник польського клубу «Термаліка Брук-Бет».

## Клубна кар'єра
Народився 20 грудня 1988 року в місті Турнов. Вихованець юнацьких команд футбольних клубів «Семіли» та «Яблонець».
У дорослому футболі дебютував 2006 року виступами за команду клубу «Яблонець», в якому провів три сезони, взявши участь у 54 матчах чемпіонату.
Своєю грою привернув увагу представників тренерського штабу столичної «Славії», до складу якої приєднався влітку 2009 року. Того ж року здобув звання «Талант року в Чехії». Відіграв за празьку команду наступні півтора сезони своєї ігрової кар'єри.
На початку 2011 року на правах оренди до кінця сезону перейшов в «Кайзерслаутерн», після чого повернувся в «Бауміт», але майже відразу був відданий в оренду до «Славії».
До складу клубу «Нюрнберга» приєднався 3 січня 2012 року, проте відразу основним гравцем не став і досить рідко виходив на поле. Лише в сезоні 2013/14 почав отримувати регулярну ігрову практику у складі «Нюрнберга». Завершивши ж цей сезон, влітку 2014 перейшов до «Штутгарта», з яким уклав чотирирічний контракт.

## Виступи за збірні
2005 року дебютував у складі юнацької збірної Чехії, де і виступав чотири роки. Всього взяв участь у 15 іграх на юнацькому рівні, відзначившись 3 забитими голами.
У 2008—2009 роках залучався до складу молодіжної збірної Чехії, у складі якої також був заявлений на молодіжному чемпіонаті Європи 2011 року. Всього на молодіжному рівні зіграв у 7 офіційних матчах.
14 жовтня 2009 року дебютував в офіційних іграх у складі національної збірної Чехії в матчі-кваліфікації на ЧС-2010 проти збірної Північної Ірландії, яка завершилась з рахунком 0-0. Наразі провів у формі головної команди країни 8 матчів.
| Дата       | Місто             | Господарі   | Результат | Гості             | Турнір            | Голи | Примітки |
| ---------- | ----------------- | ----------- | --------- | ----------------- | ----------------- | ---- | -------- |
| 14-10-2009 | Прага             | Чехія       | 0 – 0     | Північна Ірландія | Відбір до ЧС 2010 | -    | 58'      |
| 15-11-2009 | Аль-Айн           | ОАЕ         | 0 – 0     | Чехія             | товариський матч  | -    | 62'      |
| 18-11-2009 | Аль-Айн           | Азербайджан | 2 – 0     | Чехія             | товариський матч  | -    | 46'      |
| 25-3-2011  | Гранада           | Іспанія     | 2 – 1     | Чехія             | Відбір до ЧЄ 2012 | -    | 78'      |
| 29-3-2011  | Чеські Будейовиці | Чехія       | 2 – 0     | Ліхтенштейн       | Відбір до ЧЄ 2012 | -    | 56'      |
| 5-3-2014   | Прага             | Чехія       | 2 – 2     | Норвегія          | товариський матч  | -    | 46'      |
| 31-3-2015  | Жиліна            | Словаччина  | 1 – 0     | Чехія             | товариський матч  | -    | 81'      |
| 22-3-2017  | Усті-над-Лабою    | Чехія       | 3 – 0     | Литва             | товариський матч  | -    | 46'      |
| Усього     |                   | Матчів      | 8         |                   | Голів             | 0    |          |

## Титули і досягнення
- Чемпіон Польщі (3):

«Легія»:  2015/16, 2016/17, 2017/18
- Володар Кубку Польщі (2):

«Легія»:  2015/16, 2017/18